# Endoenzym
Endoenzym, enzym wewnątrzkomórkowy – enzym wykazujący aktywność w tej samej komórce, w której został wytworzony. Termin ten jest używany głównie w celu odróżnienia od egzoenzymów.